# Pablo Tamba
Pablo Tamba Villén (nacido el 4 de septiembre de 2003 en Puente Genil (Córdoba)) es un jugador de baloncesto español de origen gambiano. Con 2,03 metros de estatura, juega en la posición de ala-pívot. Actualmente forma parte de los UC Davis Aggies de la NCAA. Es hermano del también baloncestista Ismael Tamba.

## Trayectoria
Su madre es española, de Puente Genil (Córdoba), y su padre es originario de Gambia. Llegó a la cantera del Unicaja procedente del Puente Genil y como último club, el CB Ciudad de Córdoba.
En la temporada 2019-20, hace su debut en la Liga EBA con el filial Unicaja y del que también formaría parte en la temporada 2020-21.
En 2021, ingresa en la Universidad Estatal de Idaho, situada en Pocatello, Idaho, para jugar la NCAA con los Idaho State Bengals en la temporada 2021-22.
El 8 de agosto de 2022, firma por el Indian River State College en Florida para disputar la JUCO, donde promedió 11,9 puntos y 4,5 rebotes por partido con unos porcentajes de eficiencia del 56,5 % en tiros de dos puntos, y un 45,1 % en tiros de tres.
El 27 de abril de 2023, Pablo firma por la Universidad de California en Davis, para disputar la NCAA con los UC Davis Aggies.

## Selección
En el EuroBasket Sub-16 celebrado en Udine (Italia) del año 2019 consigue la medalla de oro.